# Valparaíso de Goiás
Valparaíso de Goiás je město ve středozápadním regionu Brazílie ve státě Goiás.
Město bylo založeno až v roce 1979 jako obytná čtvrť hlavního města Brasília. Je součástí metropolitního regionu hlavního města země. Od Goiânie je vzdáleno 191 km. Jméno města pochází od architekta, který byl zodpovědný za výstavbu bytových domů a který pocházel z Valparaíse v Chile.

## Hospodářství
Základem hospodářství jsou malé a střední podniky. Město je napojeno na dálnici BR-040 s průměrným zatížením 50 000 aut za 24 hodin a má také železniční propojení. V posledním období přitáhlo několik nábytkářských firem. Ve městě se nachází přibližně 120 výrobních nábytkářských podniků a přibližně sto obchodů s nábytkem.